# Tantalus Bluffs
Die Tantalus Bluffs sind hoch aufragende Felsenkliffe an der Dufek-Küste der antarktischen Ross Dependency. In den Prince Olav Mountains des Königin-Maud-Gebirges bilden sie an der Westflanke der Mündung des Liv-Gletschers in das Ross-Schelfeis die nordöstliche Schulter des Mount Ferguson.
Die Südgruppe einer von 1963 bis 1964 durchgeführten Kampagne im Rahmen der New Zealand Geological Survey Antarctic Expedition nahm die Benennung nach der Figur des von den Göttern verfluchten Tantalus aus der griechischen Mythologie vor. Hintergrund dieser Benennung war der Umstand, dass beim vergeblichen Versuch der Gruppe, die geologisch für sie interessanten Kliffs zu erreichen und dabei ein mit Gletscherspalten durchsetztes Gebiet nordöstlich von diesen zu durchqueren, ein Geologe sich ernsthafte Verletzungen zugezogen hatte.